# Console (macOS)
Console — утилита macOS, разработанная Apple для просмотра диагностических сообщений операционной системы. Она позволяет осуществлять поиск по всем зарегистрированным в системе сообщениям, можeт оповещать пользователя о появлении определённых типов сообщений. Просмотр сообщений обычно используется для устранения неполадок на ПК. Такие журнальные сообщения содержат сведения о системных событиях, текстах диалогов, записях об ошибках, состоянии системы и другой информации. Console упрощает чтение системных журналов, помогает находить определённые сообщения, отслеживать, фильтровать их содержимое.
Список журналов отображается на боковой панели, которая показывает все сообщения. Список показывает в одном месте сообщения, созданные в разных частях системы. При выборе определённой категории журналов будут показаны все соответствующие сообщения.
Системные журналы содержат системные сообщения, а также сообщения отдельных приложений.
Выбор всех сообщений предоставляет обзор деятельности компьютера, обновляемый в реальном времени. Он включает все действия как из системы, так и из любых запущенных приложений. Сообщения в этом разделе консоли отформатированы одинаково и содержат метку времени, имя процесса или приложения, данные о событии. Если рядом с отображаемым сообщением есть значок скрепки, это означает, что это сокращённая версия длинного отчёта. При нажатии на значок можно увидеть полный отчёт.
Пользователи могут также создавать свои категории сообщений с любыми критериями, которые им подходят.